# 釋靈源
釋靈源（1902年—1988年），俗姓傅，法名宏妙，法號靈源，生於，漢傳佛教比丘，為禪宗臨濟宗虛雲法師法脈。創立了基隆十方大覺禪寺，不僅是中台禪寺惟覺老和尚的入門師父，也是法鼓山聖嚴法師的另一位入門師父。

## 生平

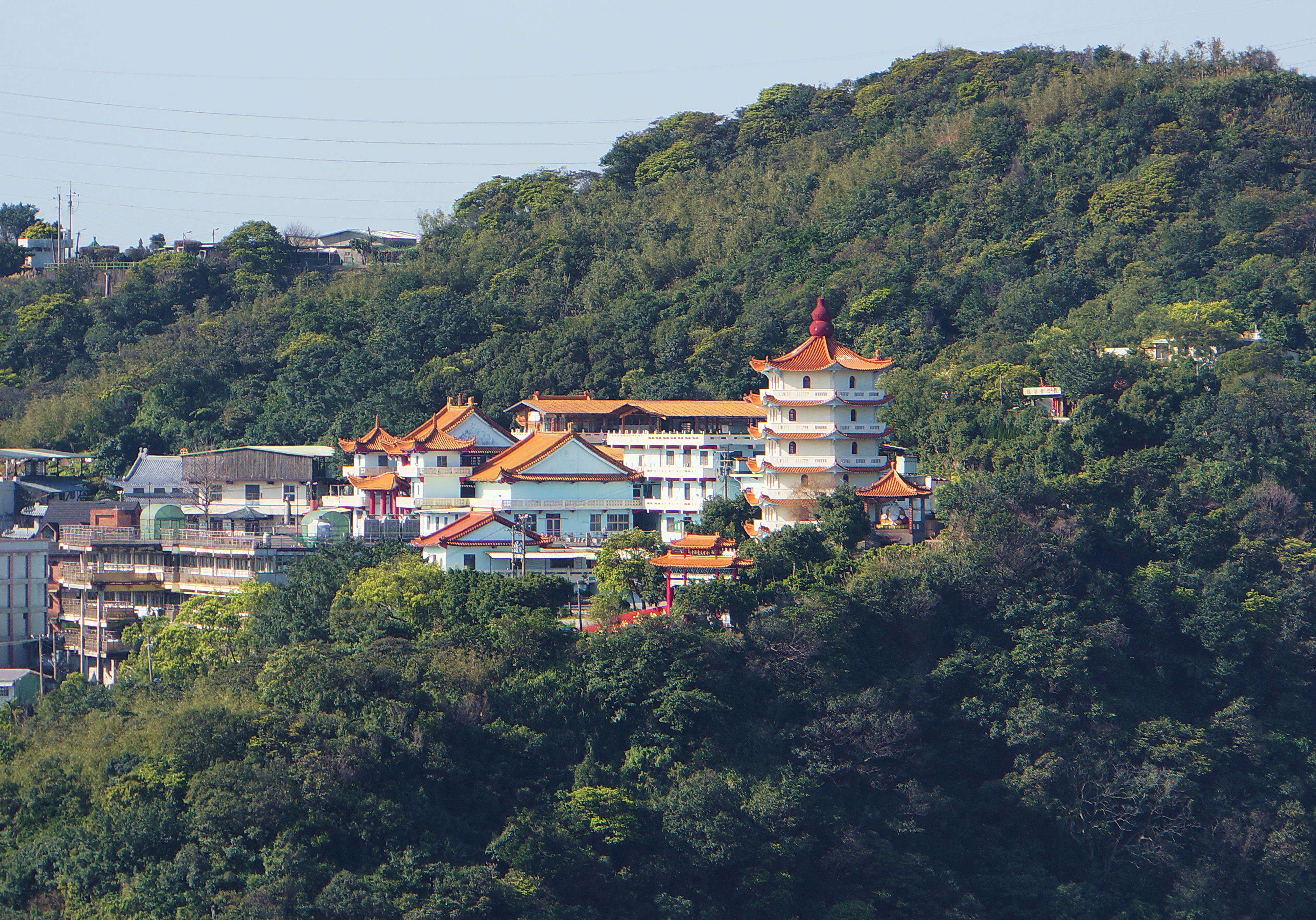
基隆十方大覺禪寺

### 少年生活
父傅映庚，母謝美雲。母親篤信佛教，幼年多病，出生不久，項上長一毒瘡，醫生束手，母親誠心唸觀世音聖號，奇蹟式自癒。因此，自幼年起就在母親教導下開始學習唸誦阿彌陀佛佛號及佛歌。
青年時對道家仙道頗有興趣，因閱讀《楞嚴經》而轉向佛教。1922年，畢業於浙江第六中學，同年結婚，在家鄉學校擔任教職。

### 出家
1932年，至福州鼓山湧泉寺跟隨慈舟法師修補大藏經，決心出家。1933年，由虛雲禪師主持剃度，列為徒孫，並在湧泉寺受具足戒。在這段期間內，慈舟法師教導他淨土宗法門，親近應慈法師學習《梵網經》及《華嚴經》，虛雲禪師教導他禪淨雙修的要理。
1949年，奉虛雲禪師之命，暫代南華寺住持。但因戰亂，見情勢太差，推讓南華寺住持之位，交由本煥法師接任，靈源法師由南華寺赴廣州，轉赴香港，掛單於大嶼山寶蓮寺。

### 前往台灣
1953年，受南懷瑾居士及基隆佛教講堂 （今日基隆中正公園大佛禪寺）普觀法師邀請，經周至柔將軍之助，至台灣弘法。時南懷瑾在基隆佛教講堂講《楞嚴經》，靈源法師見基隆市區寺院鮮少，發願建寺，建立十方大覺禪寺。
1988年，圓寂於十方大覺禪寺。得舍利子83粒。

## 影響及貢獻
靈源法師將虛雲禪師臨濟正宗法脈傳播到台灣建立十方大覺禪寺。其弟子釋見性接任十方大覺寺住持、聖嚴法師建立法鼓山、惟覺老和尚建立中台禪寺、釋惟勵建立不動寺。

## 外部連結
- 《靈源法師》